# Eumyrmococcus neoguineensis
Eumyrmococcus neoguineensis är en insektsart som beskrevs av Williams 1998. Eumyrmococcus neoguineensis ingår i släktet Eumyrmococcus och familjen ullsköldlöss.
Artens utbredningsområde är Papua Nya Guinea. Inga underarter finns listade i Catalogue of Life.